# Иргизбайський сільський округ
Иргизба́йський сільський округ (каз. Ырғызбай ауылдық округі, рос. Иргизбайский сельский округ) — адміністративна одиниця у складі Аксуатського району Абайської області Казахстану. Адміністративний центр — село Жантікей.
Населення — 1042 особи (2021; 1195 у 2009, 1697 у 1999, 2308 у 1989).
Станом на 1989 рік існувала Єрназарська сільська рада (села Єрназар, Жасдаурен, Кожагельди, Уан) колишнього Аксуатського району Семипалатинської області. Село Жасдаурен було ліквідовано 1997 року, село Уан — 2014 року.

## Склад
До складу округу входять такі населені пункти:
| Населений пункт  | Старі назви | Населення, осіб (1989) | Населення, осіб (1999) | Населення, осіб (2009) | Населення, осіб (2021) |
| ---------------- | ----------- | ---------------------- | ---------------------- | ---------------------- | ---------------------- |
| Жантікей, село   | Єрназар     | 1492                   | 1347                   | 933                    | 922                    |
| --Уан, село      | -           | 463                    | 96                     | 72                     | 18                     |
| Жасдаурен, село  | -           | 37                     | -                      | -                      | -                      |
| Кожакельди, село | Кожагельди  | 316                    | 254                    | 190                    | 102                    |